# Akamatsu Mitsusuke
Akamatsu Mitsusuke est un nom japonais traditionnel ; le nom de famille (ou le nom d'école), Akamatsu, précède donc le prénom (ou le nom d'artiste).
Pour les articles homonymes, voir Akamatsu (homonymie).
Akamatsu Mitsusuke (赤松 満祐, 1381-25 septembre 1441) est un samouraï du clan Akamatsu au cours de la période Sengoku.
Mitsusuke est le fils d'Akamatusu Yoshinori. En 1441, Mitsusuke assassine Ashikaga Yoshinori qui est à la tête du shogunat Ashikaga. En retour, il est attaqué par les forces des clans Yamana et Hosokawa. Défait, il est contraint au suicide.